# Monastero di Solimano
Il monastero di Solimano, in arabo التكية السليمانية, Takiyya Sulaymaniyya, è una Khanqa (o takiyya) con una moschea storica della città di Damasco, in Siria.
Sorge sulle rive del fiume Barada.

## Storia e descrizione

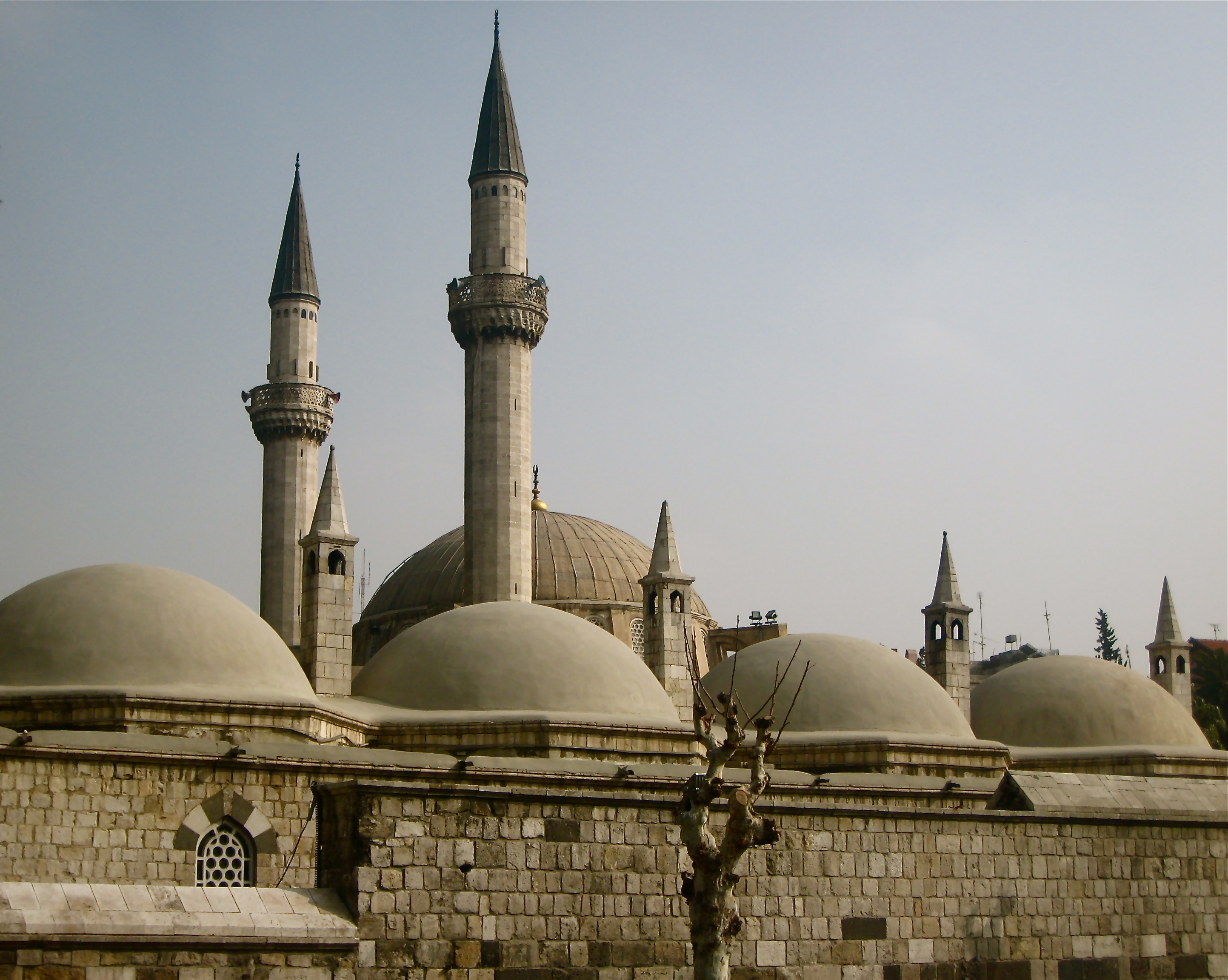
Veduta con le cupole e i minareti.

Il monastero venne costruito per volere di Solimano il Magnifico tra il 1554 e il 1560 su progetto dall'architetto Mimar Sinan. Selim II vi fece aggiungere una madrasa indipendente (Madrasa Al-Salimiyah) sul lato sud-ovest del complesso, collegato ad esso tramite un suq. Degli edifici vennero costruiti intorno alla moschea per accogliere i dervisci, noti per le loro canzoni e danze religiose.
Il complesso, a bande alternate di pietre calcaree e basalto, si sviluppa intorno a un cortile centrale porticato ove ogni campata è sormontata da una cupola. Sul lato sud-ovest è la moschea, e a quello opposto un ospedale.
La moschea è composta da un ampio porticato e una sala di preghiera ricoperta da una cupola. Il portico è coperto da un tetto spiovente in piombo sormontato da tre cupole e sostenuto da dodici colonne di marmo e granito dai capitelli e muqarnas a forma di diamante. Il portale a nicchia della facciata presenta elaborate decorazioni a stalattiti. Due snelli minareti svettano ai lati della moschea.
All'interno, spiccano il miḥrāb, situato al di sotto di una serie di stalattite e definito da mosaici in marmo; e il minbar di marmo bianco. Alle quattro pareti sono belle finestre traforate, in gesso con vetri colorati, che si aprono su giardini.

## Galleria d'immagini

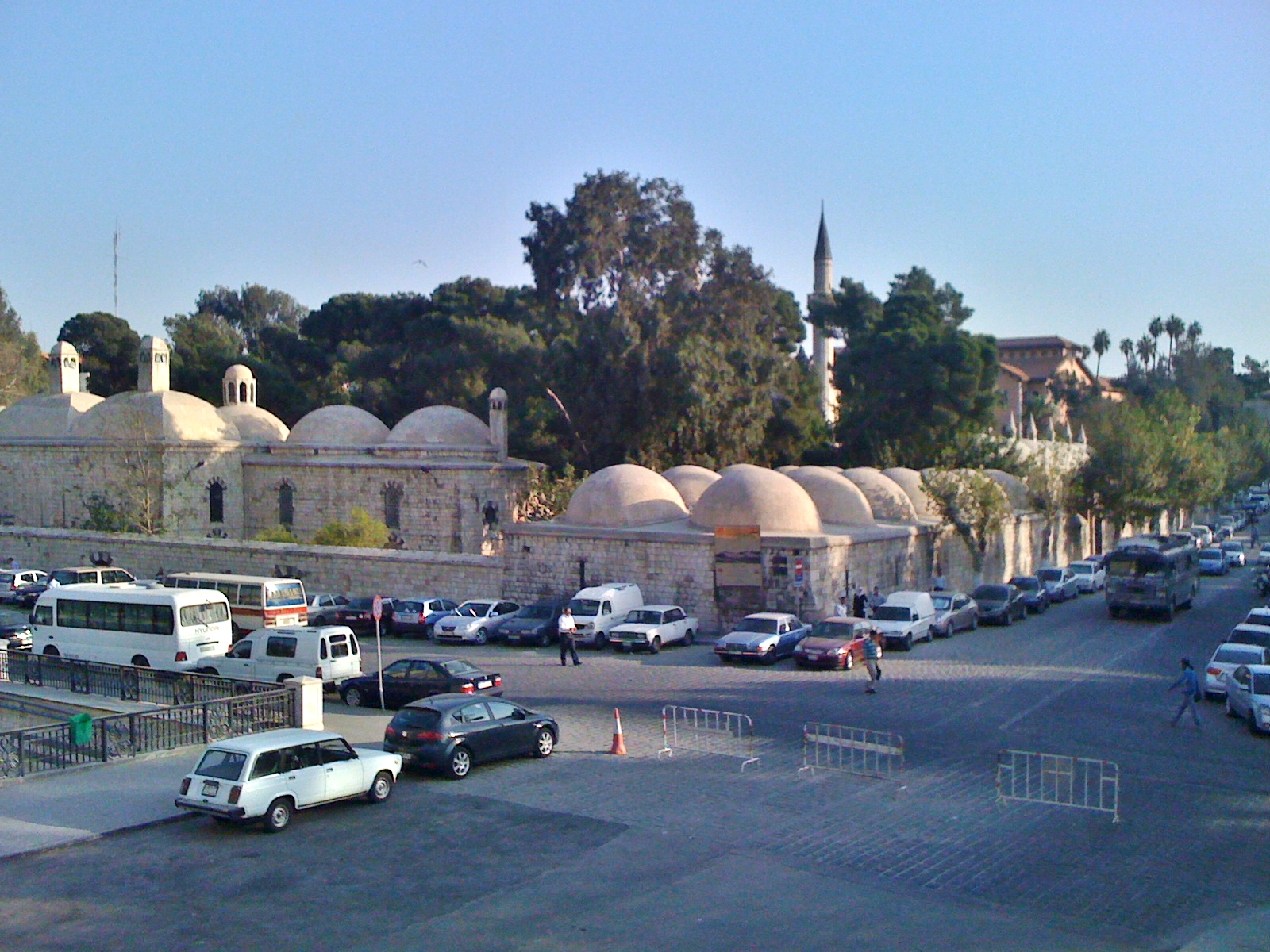
Veduta del complesso
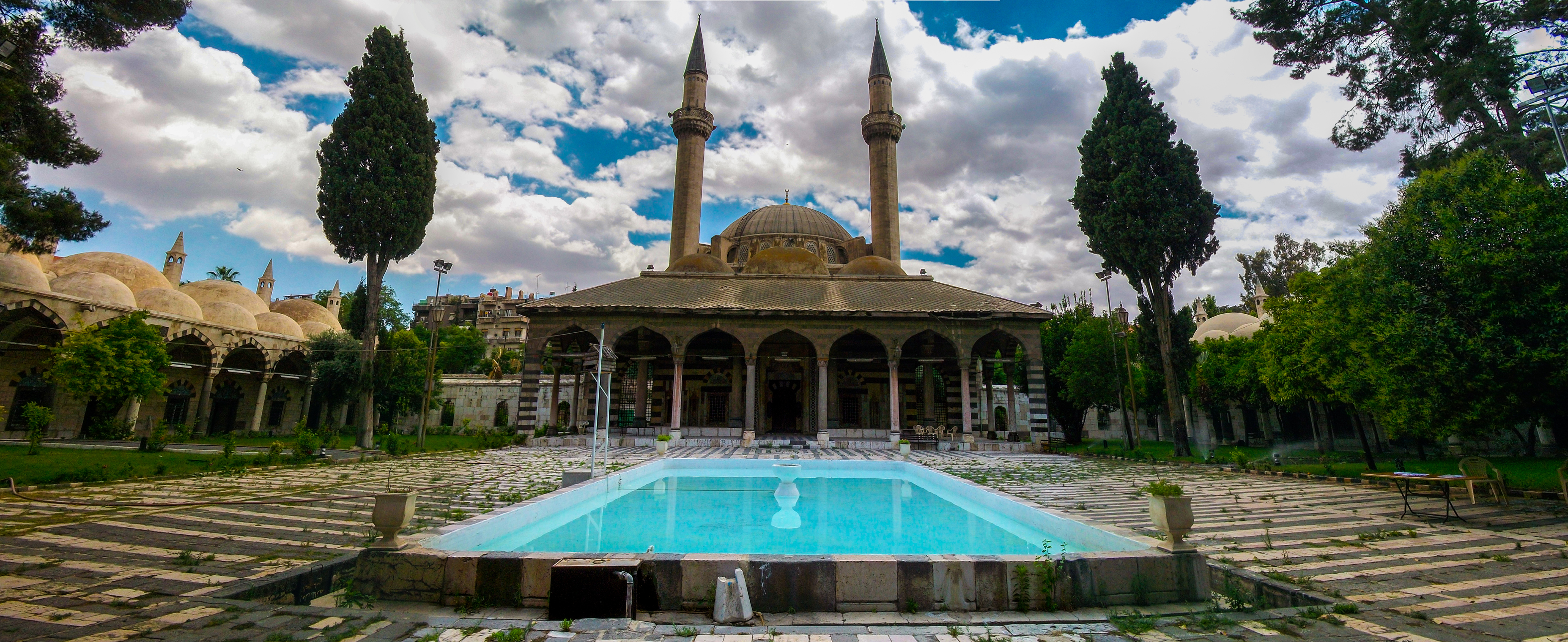
Il cortile.
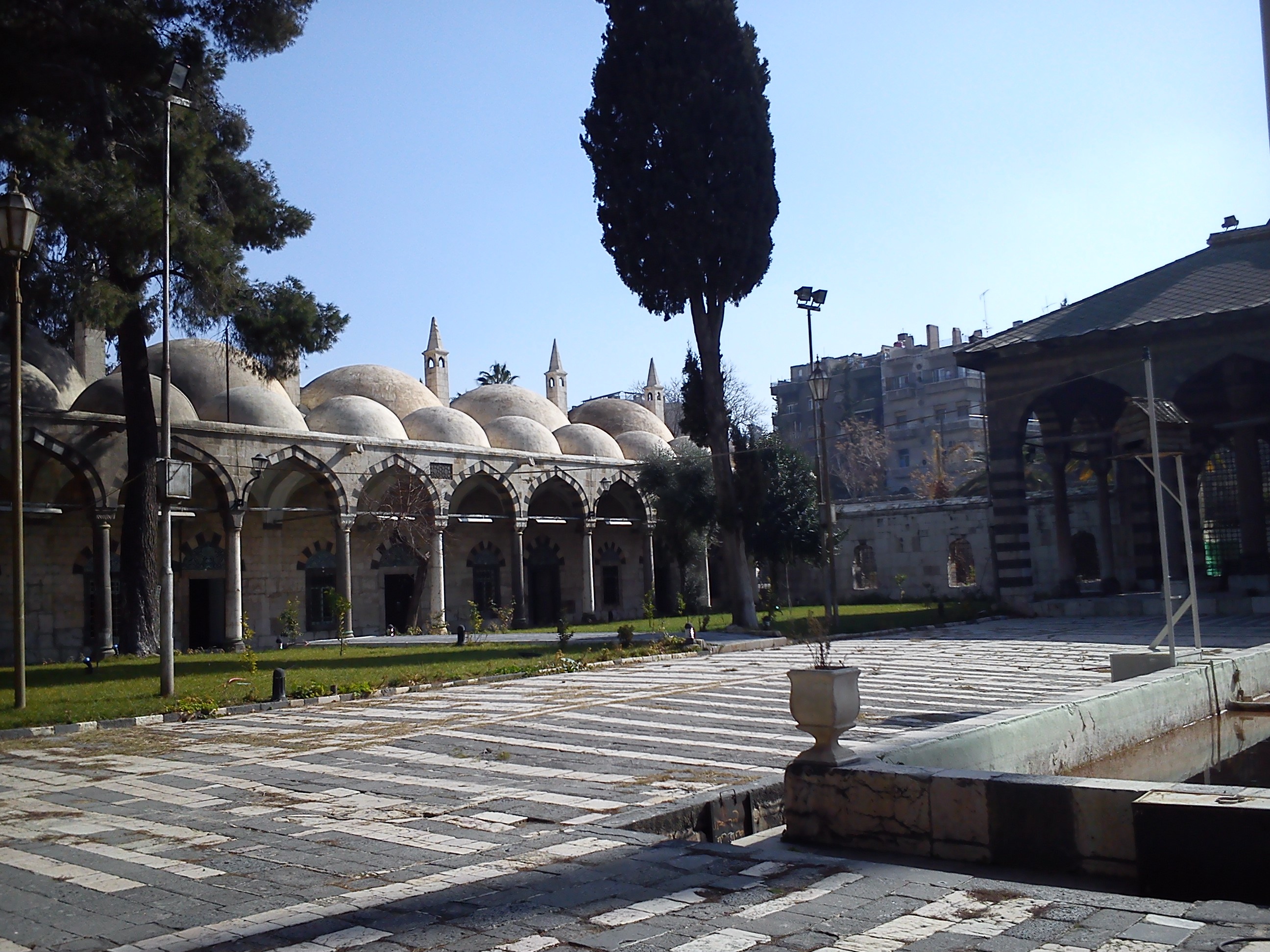
Il cortile.
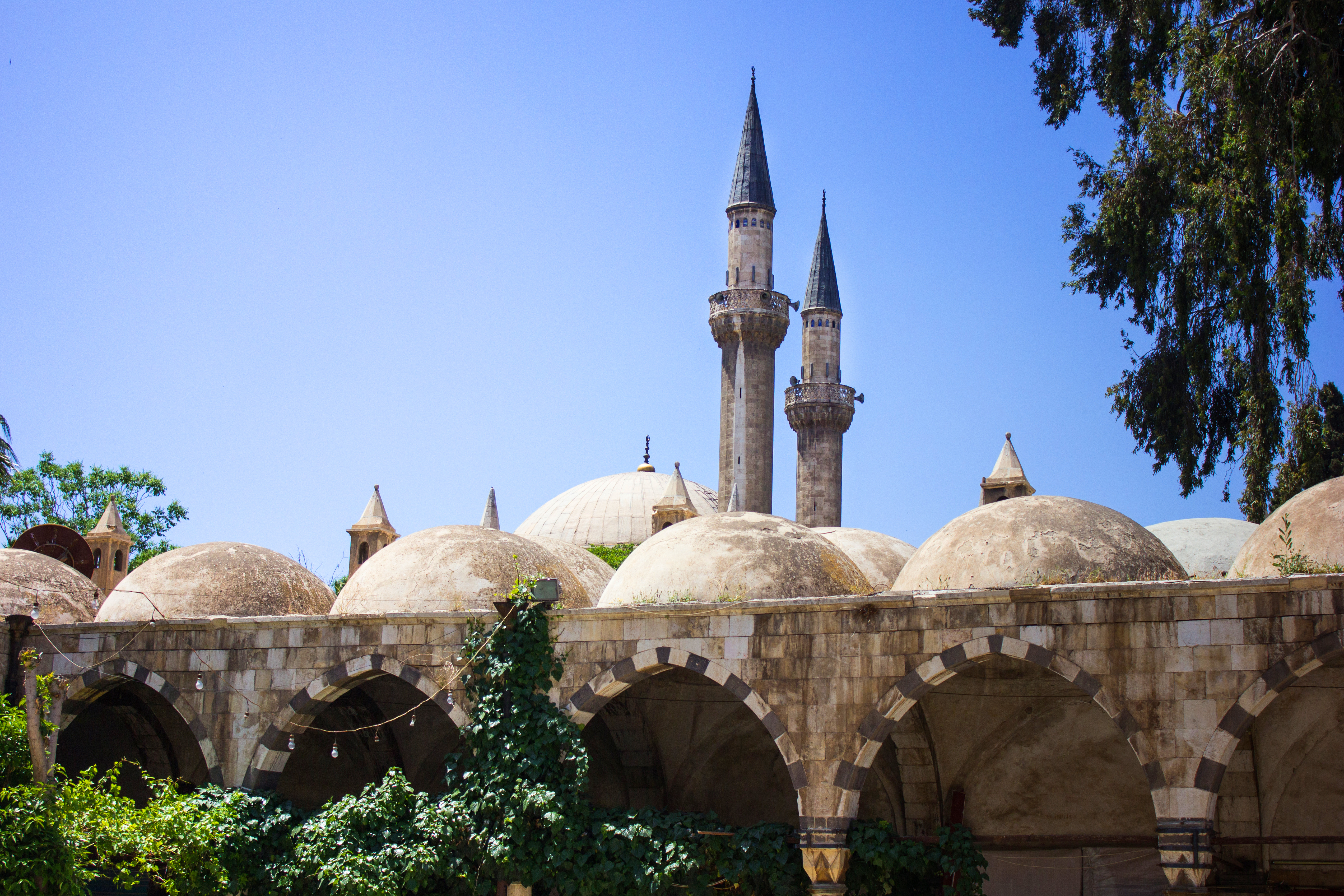
Particolare del cortile.
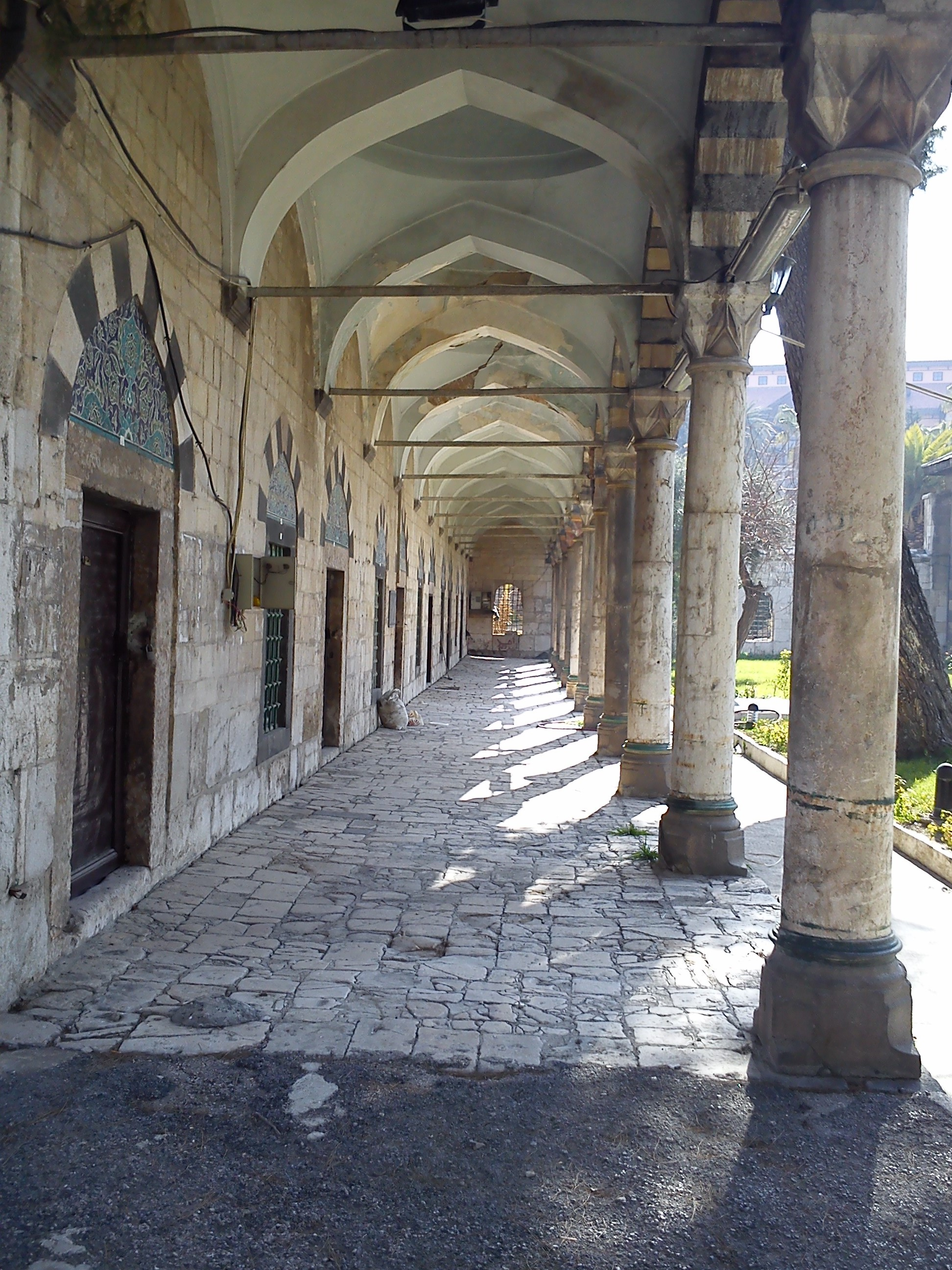
I Portici.